# Szabó Zita
Szabó Zita (Karcag, 1975. november 13.) magyar triatlonista, duatlonista, aquatlonista, magyar bajnok, olimpikon. Végzettsége programozó matematikus.

## Pályafutása
Pályafutását úszóként kezdte, majd atlétikában és kerékpározásban is korosztályos bajnok lett. Első triatlonversenyén 1986-ban diákként indult. 1991-ben ifjúsági Európa-bajnoki bronzérmet, 1993-ban olimpiai távon magyar bajnoki címet szerzett. Sprinttávon és aquatlonban többszörös magyar bajnok. A pekingi olimpia előtti legjobb eredménye egy 8. helyezés a Triatlon Világkupa tiszaújvárosi futamán, 2008 júliusában.
A Debreceni Sportcentrum versenyzője, edzője Papp Zsolt.
Az athéni olimpia előtt a kvalifikáció idején megsérült, ezért nem indulhatott. A pekingi olimpiára az 55 hely közül az 53-ikon kvalifikálta magát. A 2008. augusztus 18-án megrendezett olimpiai versenyen 2 óra 6 perc 46,70 másodperces eredménnyel a harmincnyolcadik lett. (Részidői: 1500 m úszás: 20:28, 1. depó: 0:30, 40 km kerékpár: 1:26:56, 2. depó: 0:33, 10 km futás: 39:17.)